# Secret Healer

Secret Healer (Hangeul: 마녀보감; Hanja: 魔女寶鑑; RR: Manyeobogam; lit. Mirror of the Witch), est une série télévisée sud-coréenne mettant en vedette Yoon Shi-yoon, Kim Sae-ron, Lee Sung-jae, Yum Jung-ah and Kwak Si-yang,. L'histoire de la série est inspirée du livre intitulé Dongui Bogam.
La série a a été diffusée sur la chaîne JTBC les vendredis et samedis à 20h30 du 13 mai au 16 juillet 2016 pendant 20 épisodes.
La reine étant stérile, la mère du roi fait appel à une puissante sorcière de magie noire pour qu'elle puisse donner vie au futur héritier de l'empire.

## Distribution

### Acteurs principaux
- Yoon Shi-yoon : Heo Jun
- Kim Sae-ron : Princesse Seo-ri / Yeon-hee
- Lee Sung-jae : Choi Hyun-seo
- Yum Jung-ah : Shaman Hong-joo
- Kwak Si-yang : Poong-yeon

### Acteurs secondaires
- Jang Hee Jin : Reine Shim
- Lee Ji Hoon : Roi Seonjo
- Yeo Hoe Hyun : Prince Soon Hoe
- Lee Yi Kyung : Yo Kwang
- Jo Dal Hwan : Heo Wok
- Moon Ga Young : Sol Gae
- Choi Sung Won : Dong Rae
- Hwang Mi Young : So Yaeng
- Min Do Hee : Soon Duk

### Invités
- Jung In-sun : Hae Ran.
- Lee David : Roi Myung-jong
- Nam Da-reum : Le disciple de Heo Jun
- Yoon Bok-in : Seigneur Wok
- Kim Hee-jung : Madame Kim
- Jun Mi-sun : Seigneur Son
- Ahn Kil-kang : Moine
- Hwang Young-hee